# Suvaco do Cristo
Suvaco do Cristo é um bloco carnavalesco que desfila no bairro do Jardim Botânico, Rio de Janeiro, numa localização que seria uma linha reta a partir das axilas da estátua do Cristo Redentor, no morro do Corcovado.
De acordo com os integrantes do bloco, o nome teria sido inspirado em Tom Jobim, morador do bairro do Jardim Botânico e que dizia que em sua casa tudo mofava porque ele vivia no "Sovaco do Cristo".
É filiado à Sebastiana.

## História
O bloco foi fundado em 1985, sendo considerado tradicional na Zona Sul da cidade. Sendo um bloco de rua, diversos grupos de foliões saem com fantasias próprias. Em 2013, mais de 25 mil pessoas participaram. Ainda nesse mesmo ano, o nome do bloco foi satirizado por uma Igreja Metodista, situada na Rua Jardim Botânico, por onde o bloco passa, que colocou uma em sua fachada uma faixa que dizia "Não fique só no Suvaco, conheça Cristo por inteiro".

## Carnavais
| Ano  | Grupo           | Enredo                                                                                                 | Ref./Nota |
| ---- | --------------- | --- | --------- |
| 2013 | Bloco de Embalo | O Suvaco é Rei Compositores:Mu Chebabi, Jeronymo Machado, Rogê, Chico Bosco, Dom Oliveira e Beto Brown | [ 1 ]     |
| 2014 | Bloco de Embalo | Como o Suvaco no Hay Compositores:Mu Chebabi, Dom Oliveira, Beto Brown, Jeronymo Machado e Xico Chaves |           |
| 2015 | Bloco de Embalo | Amei, bebi, fumei e não morri Compositores:Jards Macalé, Xico Chaves e Jerônimo Machado                |           |
| 2016 | Bloco de Embalo | O Suvaco do Bispo ou o Bispo do Suvaco Compositores:Carlos Henrique Rezende (Nico) e Chacal            |           |
| 2017 | Bloco de Embalo | Ocupa a Lua Compositores:Tomaz Miranda e Mellinho                                                      | [ 5 ]     |